# Saúl Martínez
Saúl Asael Martínez Álvarez (Colón, 29 de janeiro de 1976) é um futebolista hondurenho, que atua como atacante.

## Carreira
Martínez integrou a Seleção Hondurenha de Futebol na Copa América de 2001. Ficou conhecido em toda a América Latina porque marcou um dos gols que eliminaram o Brasil da Copa América de 2001.

## Títulos
Nacional Montevideo
- Uruguayan Primera División: 2001, 2002

Shanghai Shenhua
- Chinese Jia-A League: 2003 (revoked due to match-fixing scandal)

C.D. Marathón
- Liga Nacional de Fútbol de Honduras: 2008–09 (Apertura)

Honduras
- Copa América de 2001: 3º Lugar